# Калина Олександр
Олекса́ндр Кали́на  (*1933, Одеса) — науковець, винахідник, бізнесмен (США).

## Біографія
Навчався в Одеському холодильному інституті. Кандидат наук.
Працював у Раді міністрів СРСР (радник Держплану, член Вченої ради міністерства газової промисловості СРСР).
Емігрував до США, зневірившись у застосування в СРСР своїх винаходів, зокрема, транспортування газу по трубопроводах не в звичайному вигляді, а у вигляді снігової маси тощо.
У США винахідник знайшов однодумців. У лютому 1993 року компанія «Дженерал Електрик» (контролює дві третини світового енергетичного ринку, щорічний чистий доход — 6 мільярдів доларів, що перевищує державний річний доход сучасної Росії) підписала з О. Калиною угоду про використання його винаходу, застосування якого збільшує ККД (коефіцієнт корисної дії) парових котлів на 50 відсотків. Американська компанія за останні сто років ніколи не купувала винаходи, автори яких не працюють у її підрозділах. Гонорар колишнього одесита склав 100 тисяч доларів.
Винахід «Цикл Калини» увійшов до підручників з термодинаміки.
Фірма О. Калини «Екзерджі» у сьогоднішніх США — є однією з найуспішніших у сфері термодинамічних рішень та виготовлення теплообмінників.